# Christian Raymond (cyclisme)
Pour les articles homonymes, voir Christian Raymond.
Christian Raymond, né le 24 décembre 1943 à Avrillé (Maine-et-Loire), est un coureur cycliste français. Il est professionnel de 1965 à 1975.
Il a obtenu ses meilleurs résultats dans le Tour de France de 1970, année au cours de laquelle il « créa » le surnom de « Cannibale » pour Eddy Merckx, surnom qui restera accolé au grand champion belge.

## Palmarès

### Palmarès amateur
- 1963
  - 2e de Paris-Pacy
- 1964
  -  Champion de France sur route amateurs
  -  Champion de France des sociétés
  - Trophée Nice-Matin
  - Route de France :
    - Classement général
    - 6e et 7e étapes

  - 9e étape du Tour de l'Avenir
  - Tour d'Anjou
    - 1re étape
    - 3e du Classement Général

  - 2e du Trophée Peugeot
  - 5e du championnat du monde sur route amateurs

### Palmarès professionnel
- 1965
  - 2e du Tour de l'Oise
  - 3e du Manx Trophy

- 1966
  - 3e étape du Critérium du Dauphiné libéré
  - 4e du Critérium du Dauphiné libéré

- 1970
  - 19e étape du Tour de France
  - 3e du championnat de France sur route
  - 7e de Paris-Nice

- 1971
  - 3e étape du Grand Prix du Midi libre
  - 1rea étape du Tour de Corse
  - 2e du Tour d'Indre-et-Loire
  - 2e du Circuit de la Vienne
  - 3e du Tour de Corse

- 1972
  - Prologue du Critérium du Dauphiné libéré (contre-la-montre par équipes)
  - 3e de Paris-Camembert

- 1973
  -  Médaillé de bronze au championnat du monde de demi-fond
  - 3e du championnat de France de demi-fond

- 1974
  - 3e étape du Tour de Romandie
  - 2e du Critérium national
  - 3e du Tour d'Indre-et-Loire

## Résultats sur les grands tours

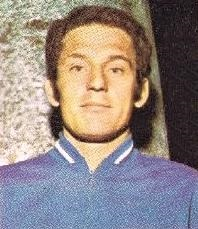
Christian Raymond en 1972.

### Tour de France
8 participations
- 1966 : 54e
- 1967 : 57e
- 1968 : 45e
- 1969 : 42e
- 1970 : 52e, vainqueur de la 19e étape
- 1971 : 32e
- 1972 : 47e
- 1974 : 76e

### Tour d'Espagne
1 participation
- 1967 : abandon (4e étape)